# Boffa (Präfektur)

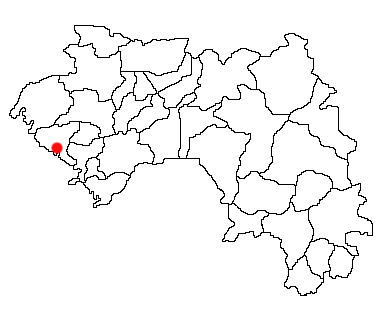
Lage von Stadt und Präfektur Boffa in Guinea

Boffa ist eine Präfektur in der Region Boké in Guinea mit etwa 164.000 Einwohnern. Wie alle guineischen Präfekturen ist sie nach ihrer Hauptstadt, Boffa, benannt.
Die Präfektur liegt im Westen des Landes an der Atlantikküste und umfasst eine Fläche von 5003 km². Sie wird durchzogen vom Fatala-Fluss, der als Rio Pongo im Mangrovengebiet des Atlantiks mündet.

## Wirtschaft
Auf dem fruchtbaren Land werden Reis, Mais, Bananen und Palmen angebaut, zudem wird Fischfang betrieben. In der Präfektur liegen auch beachtliche Bodenschätze an Bauxit, die laut Schätzungen über 700 Mio. Tonnen betragen und seit 2019 von der chinesischen Firma Chalco abgebaut und nach China zur Verarbeitung verschifft werden.

## Geschichte
Auf dem Gebiet der heutigen Präfektur befand sich vor und während Kolonialzeit das Königreich Koba der Baga. Der einzige Hauptort dieses Königreichs, Taboriya, gehört heute zur Unterpräfektur Koba-Tatema. Viele Bewohner gehören auch zur größeren Ethnie der Susu, den Hauptbewohnern des ganzen Küstengebiets.
Die Gegend um Boffa war auch als Sammelort für Sklaven bekannt, um 1860 wurde Boffa zum Handelsort mit einem zugehörigen Hafen der französischen Kolonie Westafrikas. Von 1870 bis 1914 wurde auch Naturkautschuk gewonnen. 1877 kam die erste französische katholische Mission nach Boffa in Guinea; die erste französische Schule wurde nur ein Jahr später eröffnet.
Seit 2018 wurden in der Präfektur Boffa für ungefähr 585 Millionen US-Dollars Anlagen zum Abbau von Bauxit errichtet. Im Dezember 2019 wurde erstmals vom neuerstellten Hafen bei Boffa Bauxit nach China verschifft durch die chinesische Firma Aluminium Corp of China (Chalco), die seit 2012 in Guinea tätig geworden war. Das im Tagbau in der Region abgebaute Bauxit, das im Jahr 2020 12 Mio. Tonnen betrug, wird zuerst über 23 Kilometer lange Förderbänder und über den Fatala-Fluss abtransportiert, dann im Hafen bei Boffa umgeladen, nach China transportiert und dort zu Aluminium raffiniert.